# Monegrillo
Monegrillo (aragónul Monegriello) település Spanyolországban,  Zaragoza tartományban. Monegrillo Alcubierre, Lanaja, Castejón de Monegros, Pina de Ebro, Villafranca de Ebro és Farlete községekkel határos. Lakosainak száma 380 fő (2024).

## Népesség
A település népessége az utóbbi években az alábbiak szerint változott:
| Lakosok száma | 540  | 517  | 486  | 495  | 464  | 440  | 419  | 405  | 393  | 380  |
|               | 2001 | 2004 | 2007 | 2009 | 2012 | 2014 | 2017 | 2019 | 2022 | 2024 |